# 慶尚南道

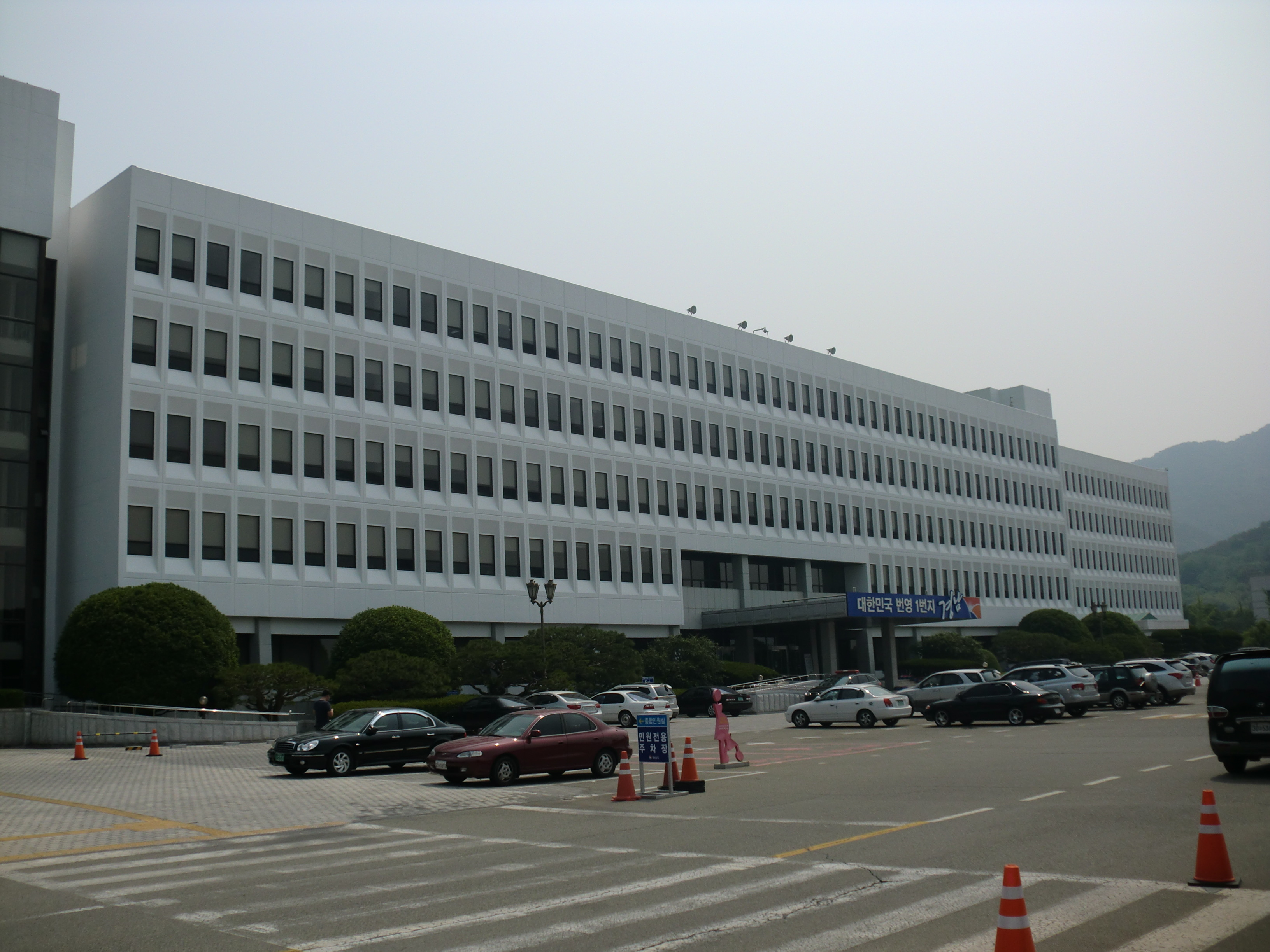
慶尚南道庁

慶尚南道（キョンサンナムト、けいしょうなんどう、朝: 경상남도）は、朝鮮半島南東部に位置する大韓民国（韓国）の道。慶南（キョンナム、경남）と略される。

## 概要
慶尚とは主要都市、慶州（新羅の古都）、尚州を組み合わせた言葉であり、この周辺地域を慶尚道と呼ぶ。行政区画としては李氏朝鮮の時代に東西に分けられたりなど試行錯誤が行われ、1896年、勅令第36号で朝鮮八道における慶尚道の南半分を「慶尚南道」と定めた。その後、釜山広域市と蔚山広域市が分離独立したが、梁山市は裁判管轄に関しては蔚山地方法院の管轄になっている。道庁は十三道制施行当初から永らく釜山市→釜山直轄市に置かれたが、1983年7月1日に昌原市に移転した。
東は蔚山広域市と釜山広域市に、南は対馬海峡に面し、北は慶尚北道と大邱広域市に、西は全北特別自治道と全羅南道に接している。道を流れる洛東江がこの地域の利水をもたらしている。
金海周辺の洛東江の三角州である平野（行政区画は釜山広域市にまたがる）は韓国有数の穀倉地帯といわれる。コメ、豆、ジャガイモ、大麦なども生産される。また、綿花、ゴマ、果物の生産も盛んである。韓国でもっとも漁業が盛んな地域のひとつであり、多くの海産物が水揚げされる。
1月の平均気温：
馬山（2.8℃）　密陽（-0.2℃）　巨済（1.9℃）
8月の平均気温：
馬山（26.6℃） 密陽（25.6℃）　巨済（25.7℃）

## 政治
全斗煥や金泳三、盧武鉉などの保守系大統領の出身地であることから、国民の力などの保守系の地盤となっている。ただ、北に接する慶尚北道よりは革新系が強く、保守系が劣勢となった第19代韓国大統領選挙では保守系・自由韓国党候補の洪準杓が革新系・共に民主党候補の文在寅に約1万票差まで詰め寄られた。

### 知事

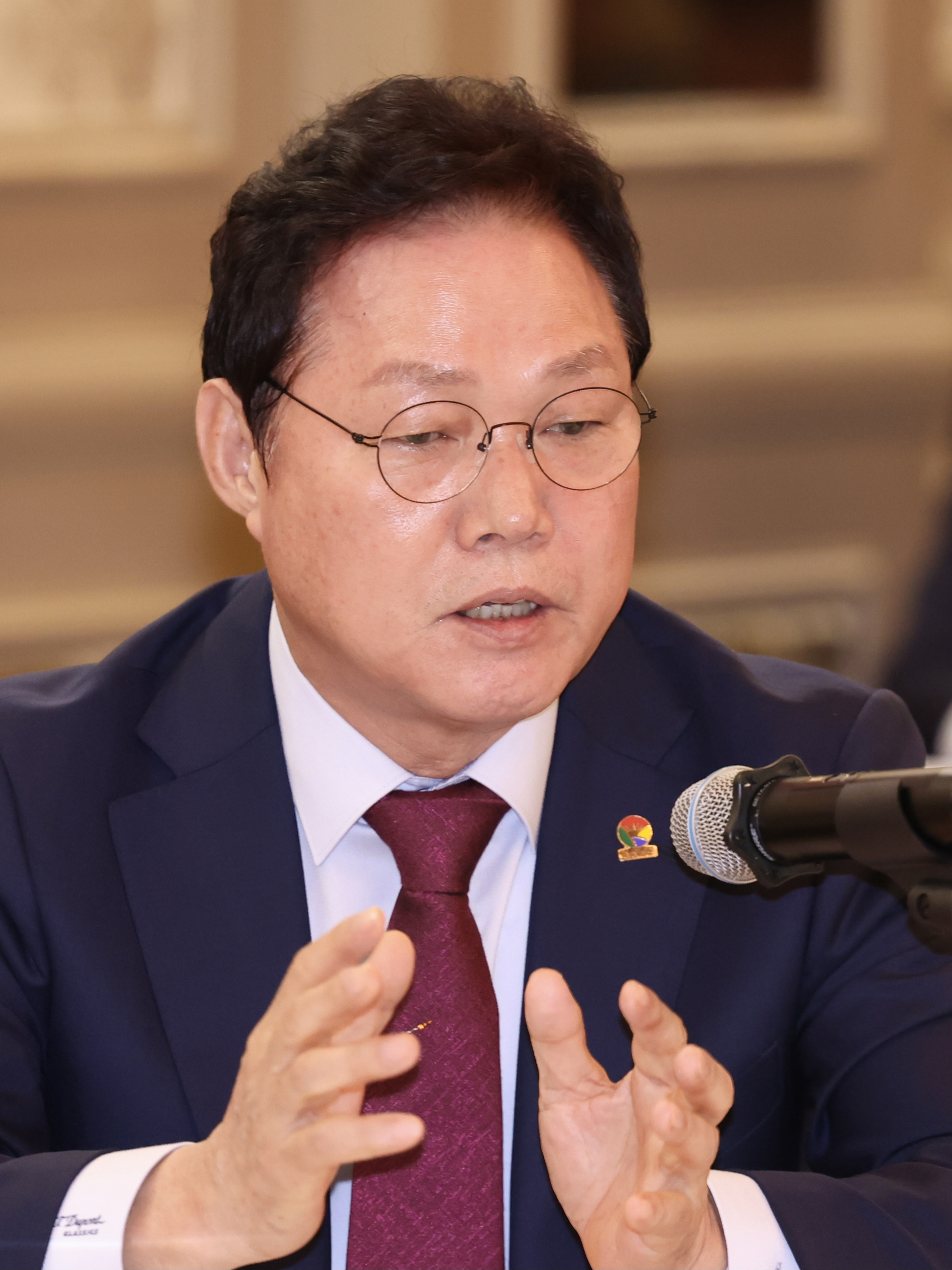
朴完洙慶尚南道知事

### 議会
慶尚南道議会は一院制であり、定数は64議席。定数58の小選挙区と定数6の比例代表によって構成される。
1995年以降は保守系政党が第一党を占めていたが、2018年の第7回全国同時地方選挙では初めて革新系の共に民主党が第一党となった。

## 慶尚南道の自治体

1:昌原市、2:金海市、3:晋州市、4:梁山市、5:巨済市、6:統営市、7:泗川市、8:密陽市、
9:咸安郡、10:居昌郡、11:昌寧郡、12:固城郡、13:南海郡、14:陜川郡、15:河東郡、16:咸陽郡、17:山清郡、18:宜寧郡

### 市部
1. 昌原市(慶尚南道庁所在地)
  - 馬山合浦区
  - 馬山会原区
  - 城山区
  - 義昌区
  - 鎮海区
2. 金海市
3. 晋州市
4. 梁山市
5. 巨済市
6. 統営市
7. 泗川市
8. 密陽市

### 郡部
- 咸安郡
- 居昌郡
- 昌寧郡
- 固城郡
- 南海郡
- 陜川郡
- 河東郡
- 咸陽郡
- 山清郡
- 宜寧郡

読みは大韓民国の地方行政区画#慶尚南道を参照。

## 出身者
- HEECHAN、アイドル、ミュージシャン（DKB）（密陽市）
- 全斗煥 - 第11・12代大統領
- 金泳三 - 第14代大統領
- 盧武鉉 - 第16代大統領
- 文在寅 - 第19代大統領
- 李秉喆 - サムソングループ創業者
- 李健熙 - サムソン電子元会長
- 麗羅 (小説家)
- 池河連（小説家）
- チョン・ウォヌ（SEVENTEEN）
- ジニョン（GOT7）
- ラキ（ASTRO）
- カン・ヘウォン（IZ*ONE）
- ソン・ヒョンジュン (CRAVITY)
- ソ・イングク
- ミア（EVERGLOW）
- ソンファ（ATEEZ）
- サン（ATEEZ）
- イ・ジュンギ（俳優）
- ベイ（NMIXX）

## 友好自治体
- 山口県
- 北海道
- 兵庫県
- 岡山県
- メリーランド州
- 山東省
- 東ジャワ州
- ドンナイ省
- ハバロフスク地方
- ハリスコ州
- ラグナ州
- ポモージェ県